# Amapanesia exotica
Amapanesia exotica är en skalbaggsart som först beskrevs av Maria Helena M. Galileo och Martins 1991.  Amapanesia exotica ingår i släktet Amapanesia och familjen långhorningar. Inga underarter finns listade i Catalogue of Life.